# フィルハーモニー
『フィルハーモニー』（PHILHARMONY）は、1982年5月21日に発売された細野晴臣6作目のオリジナルアルバム。

## 概要
高橋幸宏と共同で立ち上げたアルファレコードのYENレーベルから発売された第一弾アルバムで、オリジナル・アルバムとしては『はらいそ』以来4年ぶりの作品。YMO在籍中はソロを作らないと語っていた細野は後に「ソロを作ったということは、すでに気持ちはYMOの解散の方向に向かっていた」と語っている。
LPジャケットの帯には「一所懸命作りました。」と書かれている。
初盤には、ソノシート「夢見る約束」が添付され、2005年デジタルマスタリング再発時にボーナス・トラックとして収録されている。

## レコーディング
レコーディングには、高橋幸宏をはじめ、坂本龍一、松武秀樹に、加藤和彦、立花ハジメ、上野耕路、FILMSらが参加している。
最初期のサンプラーである、E-MU Systemsの『Emulator I』が使用されている。
スタジオは、細野の要望により完成した「LDKスタジオ」が使われ、エンジニアの飯尾芳史と2人だけで作業が行われた。

## 再発盤
2019年には砂原良徳によるリマスタリングでSACDハイブリッドと、アナログ盤で再発された。

## 収録曲
| 全編曲: 細野晴臣。 |                                           |                                |                    |       |
| #                  | タイトル                                  | 作詞                           | 作曲               | 時間  |
| 1.                 | 「ピクニック」(PICNIC)                    | 細野晴臣                       | 細野晴臣           | 1:58  |
| 2.                 | 「フニクリ・フニクラ」(FUNICULI FUNICURA) | 清野協、青木爽                 | ルイージ・デンツァ | 4:35  |
| 3.                 | 「ホタル」(LUMINESCENT/HOTARU)            | 細野晴臣                       | 細野晴臣           | 4:26  |
| 4.                 | 「プラトニック」(PLATONIC)                | 細野晴臣、ジャイルズ・デューク | 細野晴臣           | 4:25  |
| 5.                 | 「リンボ」(IN LIMBO)                      |                                | 細野晴臣           | 2:29  |
| 合計時間:          | 合計時間:                                 | 合計時間:                      | 合計時間:          | 17:53 |

| 全作曲・編曲: 細野晴臣。 |                                   |                                |            |      |
| #                        | タイトル                          | 作詞                           | 作曲・編曲 | 時間 |
| 6.                       | 「L.D.K.」(LIVING-DINING-KITCHEN) | 細野晴臣、ジャイルズ・デューク | 細野晴臣   | 3:50 |
| 7.                       | 「お誕生会」(BIRTHDAY PARTY)      | 細野晴臣                       | 細野晴臣   | 3:53 |
| 8.                       | 「スポーツマン」(SPORTS MEN)      | 細野晴臣、ジャイルズ・デューク | 細野晴臣   | 4:05 |
| 9.                       | 「フィルハーモニー」(PHILHARMONY) |                                | 細野晴臣   | 3:26 |
| 10.                      | 「エア・コン」(AIR-CONDITION)     |                                | 細野晴臣   | 4:05 |
| 合計時間:                | 合計時間:                         | 合計時間:                      | 19:19      |      |

### ソノシート
| 全作詞・作曲・編曲: 細野晴臣。 |                |          |            |      |
| #                              | タイトル       | 作詞     | 作曲・編曲 | 時間 |
| 1.                             | 「夢見る約束」 | 細野晴臣 | 細野晴臣   | 3:17 |

## 曲解説

### A面
1. ピクニック - PICNIC
2. フニクリ・フニクラ - FUNICULI FUNICURA
3. ホタル - LUMINESCENT/HOTARU
4. プラトニック - PLATONIC
5. リンボ - IN LIMBO

### B面
1. L.D.K. - LIVING-DINING-KITCHEN
  - もともと細野が日本クラウン在籍時に作られた曲だが、どうしても歌えなかったためそこで止めてしまったが、本作でアレンジを変え収録された。
2. お誕生会 - BIRTHDAY PARTY
3. スポーツマン - SPORTS MEN
4. フィルハーモニー - PHILHARMONY
5. エア・コン - AIR-CONDITION

### ソノシート
1. 夢見る約束

## 参加ミュージシャン
- 細野晴臣
- 松武秀樹
- 高橋幸宏
- 加藤和彦
- 上野耕路
- 福澤もろ
- 立花ハジメ
- FILMS
- 坂本龍一

## スタッフ
- Produce：細野晴臣
- Recorded&Mixed：細野晴臣、飯尾芳史
- MC-4 computer programming：松武秀樹
- Lyrics Englishcized：ピーター・バラカン、ジャイルズ・デューク
- Art direction、Design、Photography：奥村靫正
- YENレーベルコーディネーション：小尾一介
  - マネージメント：伊藤洋一（オフィス・インテンツィオ）